# Bozhan
Bozhan, também grafada como Bojan e Bozan (Божан no alfabeto cirílico), é uma aldeia do município de Tervel, na província de Dobrich, no nordeste da Bulgária. 
Em 2007, possuía uma população de 585 habitantes e uma área de 9,273 km², localizando-se a 360 quilômetros de Sófia, capital da Bulgária. Encontra-se na faixa de 200 a 300 metros acima do nível do mar.